# Chaidari (gmina)
Chaidari (gr. Δήμος Χαϊδαρίου, Dimos Chaidariu) – gmina w Grecji, w administracji zdecentralizowanej Attyka, w regionie Attyka, w jednostce regionalnej Ateny-Sektor Zachodni. Siedzibą gminy jest Chaidari. W skład gminy wchodzi ponadto miejscowość Skaramangas. W 2011 roku liczyła 46 897 mieszkańców.